# Juventus Football Club U23 2019-2020
Questa voce raccoglie le informazioni riguardanti la Juventus Football Club U23 nelle competizioni ufficiali della stagione 2019-2020.

## Stagione

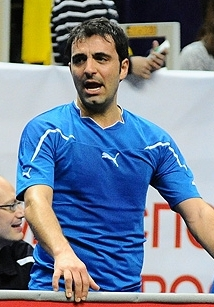
Fabio Pecchia guida la Juventus U23 alla vittoria della Coppa Italia di Serie C, prima volta nel calcio italiano per una seconda squadra.

La stagione della Juventus U23 si apre con l'avvicendamento in panchina tra Mauro Zironelli e il nuovo allenatore Fabio Pecchia, quest'ultimo già calciatore della prima squadra bianconera nella stagione 1997-1998. La rosa viene impostata sulla base degli elementi confermati dall'annata precedente, come il capitano e fuoriquota Alcibiade, Beruatto, Coccolo, Di Pardo, Muratore, Olivieri e Zanimacchia, cui vengono integrati nel primo semestre giocatori cresciuti nel vivaio juventino, tra cui Beltrame, Lanini e Clemenza; a loro si uniscono calciatori con esperienza in categorie superiori, su tutti il portoghese Mota. Il mercato di riparazione vedrà confermato grossomodo questo impianto, con l'operazione principale che vede proprio Mota chiamato alla corte del capoclassifica Monza e sostituito nel reparto offensivo bianconero dall'ex brianzolo Marchi.
La squadra gioca una buona stagione, mantenendosi quasi costantemente in zona play-off, fino a quando l'emergenza dovuta alla sopraggiunta pandemia di COVID-19 impone lo stop alle competizioni; al momento dell'interruzione, avvenuta alla fine di febbraio, la Juventus U23 occupava la decima posizione in classifica.

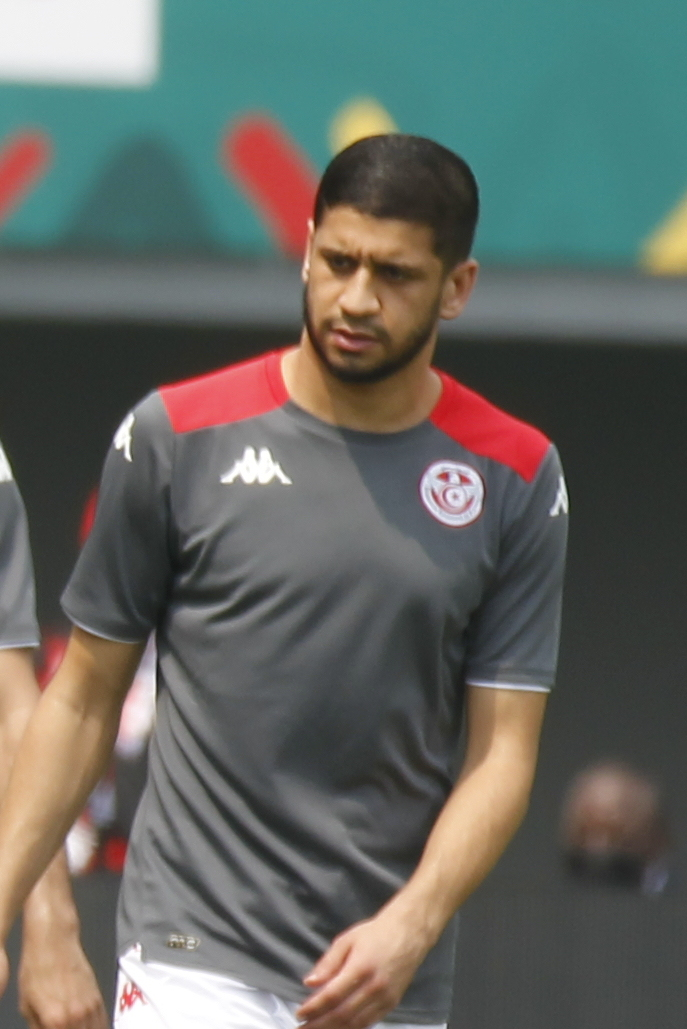
Hamza Rafia, protagonista nel successo di Coppa con 3 gol compreso quello decisivo nella finale di Cesena

In giugno il Consiglio Federale della FIGC annulla le restanti gare in calendario, concludendo anticipatamente la stagione regolare: onde portare a termine il campionato viene quindi applicato un coefficiente correttivo per stilare la classifica definitiva, che conferma la decima piazza juventina maturata sul campo e qualifica i bianconeri, inizialmente, al primo turno dei play-off; successivamente, l'esito del contemporaneo percorso torinese nella Coppa Italia di Serie C consente loro di ottenere l'accesso diretto alla fase nazionale. Qui la squadra supera il Padova negli ottavi di finale, per poi chiudere il proprio cammino ai quarti di finale contro la Carrarese, dopo il 2-2 strappato a Carrara, solo per via del peggiore piazzamento maturato in regular season.
È la Coppa Italia di Serie C a regalare alla Juventus U23 la maggiore soddisfazione stagionale. Dopo avere primeggiato su Pergolettese e Reggiana nella fase a gironi estiva, nel prosieguo del tabellone gli uomini di Pecchia eliminano i corregionali dell'Alessandria ai sedicesimi e della Pro Vercelli agli ottavi, poi il Piacenza ai quarti e quindi la Feralpisalò nella doppia semifinale – ribaltando nei supplementari del retour match di Alessandria la sconfitta patita all'andata a Salò –, guadagnandosi il diritto a disputare la finale.
Nell'atto conclusivo del torneo, il 27 giugno 2020 sul campo di Cesena, i bianconeri superano in rimonta 2-1 la Ternana (grazie alle reti di Brunori e Rafia) e, a due anni dall'avvio del progetto under, sollevano il primo trofeo della loro storia, la prima affermazione del genere nel calcio italiano per una seconda squadra.

## Divise e sponsor
Il fornitore tecnico è adidas, mentre lo sponsor principale è Jeep.
| Casa | Trasferta | Terza divisa |

Per i portieri sono disponibili quattro divise, contraddistinte sul busto da una grafica irregolare con stile mimetico, in varianti nero, verde, rosso e giallo.
| 1ª portiere | 2ª portiere | 3ª portiere | 4ª portiere |

## Organigramma societario
Area sportiva
- 2nd Teams Area Manager: Filippo Fusco

Area tecnica
- Allenatore: Fabio Pecchia
- Allenatore in seconda: Valerio Visconti
- Preparatore atletico: Daniele Palazzolo
- Assistente preparatore atletico: Marcantonio Ferrone
- Preparatore dei portieri: Cristiano Lupatelli

Area sanitaria
- Centro medico: J-Medical

## Rosa
Rosa e numerazione sono aggiornate al 29 giugno 2020.
| N. |                       | Ruolo | Calciatore          |
| -- | --------------------- | ----- | ------------------- |
| 1  | Italia (bandiera)     | P     | Timothy Nocchi      |
| 2  | Brasile (bandiera)    | D     | Lucas Rosa          |
| 3  | Italia (bandiera)     | D     | Luca Coccolo        |
| 4  | Italia (bandiera)     | D     | Gianmaria Zanandrea |
| 5  | Italia (bandiera)     | C     | Simone Muratore     |
| 6  | Italia (bandiera)     | D     | Dario Del Fabro     |
| 6  | Belgio (bandiera)     | C     | Daouda Peeters      |
| 7  | Italia (bandiera)     | A     | Eric Lanini         |
| 7  | Italia (bandiera)     | A     | Ettore Marchi       |
| 8  | Italia (bandiera)     | C     | Manolo Portanova    |
| 9  | Portogallo (bandiera) | A     | Dany Mota           |
| 9  | Italia (bandiera)     | A     | Matteo Brunori      |
| 10 | Italia (bandiera)     | A     | Stefano Beltrame    |
| 11 | Italia (bandiera)     | A     | Marco Olivieri      |
| 13 | Italia (bandiera)     | D     | Claudio Zappa       |
| 13 | Italia (bandiera)     | D     | Erasmo Mulè         |
| 14 | Portogallo (bandiera) | D     | Rafael Bandeira     |
| 14 | Spagna (bandiera)     | A     | Alejandro Marqués   |
| 15 | Germania (bandiera)   | C     | Idrissa Touré       |
| 16 | Italia (bandiera)     | D     | Giulio Parodi       |
| 17 | Italia (bandiera)     | A     | Luca Zanimacchia    |
| 18 | Italia (bandiera)     | C     | Alessandro Di Pardo |

| N. |                           | Ruolo | Calciatore                    |
| -- | ------------------------- | ----- | ----------------------------- |
| 19 | Tunisia (bandiera)        | C     | Hamza Rafia                   |
| 20 | Francia (bandiera)        | C     | Kévin Monzialo                |
| 20 | Italia (bandiera)         | D     | Pietro Beruatto               |
| 21 | Francia (bandiera)        | A     | Stephy Mavididi               |
| 21 | Italia (bandiera)         | C     | Luca Clemenza                 |
| 21 | Albania (bandiera)        | A     | Giacomo Vrioni                |
| 22 | Italia (bandiera)         | P     | Leonardo Loria                |
| 24 | Italia (bandiera)         | D     | Gianluca Frabotta             |
| 26 | Italia (bandiera)         | C     | Nicolò Fagioli                |
| 27 | Corea del Nord (bandiera) | A     | Han Kwang-song                |
| 27 | Italia (bandiera)         | C     | Ferdinando Del Sole           |
| 29 | Danimarca (bandiera)      | A     | Nikolai Baden Frederiksen     |
| 30 | Italia (bandiera)         | P     | Alessandro Siano              |
| 31 | Ghana (bandiera)          | C     | Ransford Selasi               |
| 31 | Romania (bandiera)        | D     | Radu Drăgușin                 |
| 32 | Brasile (bandiera)        | D     | Wesley                        |
| 33 | Italia (bandiera)         | D     | Filippo Delli Carri           |
| 35 | Italia (bandiera)         | D     | Raffaele Alcibiade (capitano) |
| 36 | Italia (bandiera)         | A     | Erik Gerbi                    |
| 36 | Italia (bandiera)         | D     | Alessandro Minelli            |
| 37 | Francia (bandiera)        | C     | Naouirou Ahamada              |
| 40 | Italia (bandiera)         | C     | Filippo Ranocchia             |

## Calciomercato

### Sessione estiva(dal 1º/07 al 2/09)
| Acquisti         | Acquisti            | Acquisti             | Acquisti                         |
| R.               | Nome                | da                   | Modalità                         |
| ---------------- | ------------------- | -------------------- | -------------------------------- |
| D                | Gianluca Frabotta   | Bologna              | definitivo                       |
| D                | Erasmo Mulè         | Sampdoria            | definitivo                       |
| C                | Hamza Rafia         | Olympique Lione 2    | definitivo                       |
| C                | Ransford Selasi     | Pescara              | definitivo                       |
| A                | Han Kwang-song      | Cagliari             | prestito con obbligo di riscatto |
| A                | Dany Mota           | Entella              | definitivo                       |
| Altre operazioni |                     |                      |                                  |
| R.               | Nome                | a                    | Modalità                         |
| P                | Timothy Nocchi      | Federazione italiana | tesseramento                     |
| D                | Edoardo Masciangelo | Lugano               | obbligo di riscatto              |
| C                | Idrissa Touré       | Werder Brema         | esercizio d'opzione              |
| A                | Mirco Lipari        | Empoli               | definitivo                       |
| A                | Leonardo Mancuso    | Pescara              | fine prestito                    |
| A                | Benjamin Mokulu     | Carpi                | obbligo di riscatto              |
| A                | Marco Olivieri      | Empoli               | definitivo                       |
| A                | Matteo Stoppa       | Novara               | definitivo                       |
| A                | Luca Zanimacchia    | Genoa                | obbligo di riscatto              |

| Cessioni         | Cessioni                | Cessioni         | Cessioni                                              |
| R.               | Nome                    | a                | Modalità                                              |
| ---------------- | ----------------------- | ---------------- | ----------------------------------------------------- |
| P                | Alessandro Busti        | Belluno          | svincolato                                            |
| P                | Mattia Del Favero       | Piacenza         | prestito                                              |
| D                | Erik Mattias Andersson  | Sion             | definitivo                                            |
| D                | Lorenzo Del Prete       | Trapani          | definitivo                                            |
| D                | Edoardo Masciangelo     | Pescara          | prestito con diritto di opzione                       |
| D                | Gabriele Morelli        | Livorno          | fine prestito                                         |
| C                | Leandro Fernandes       | Fortuna Sittard  | prestito                                              |
| C                | Grīgorīs Kastanos       | Pescara          | prestito con diritto di opzione                       |
| C                | Hans Nicolussi Caviglia | Perugia          | prestito                                              |
| C                | Matheus Pereira         | Digione          | prestito con diritto di opzione e obbligo di riscatto |
| A                | Stephy Mavididi         | Digione          | prestito con diritto di opzione e obbligo di riscatto |
| A                | Benjamin Mokulu         | Padova           | prestito                                              |
| A                | Kévin Monzialo          | Grasshoppers     | prestito con diritto di opzione                       |
| A                | Nicolò Pozzebon         | Arzachena        | svincolato                                            |
| Altre operazioni |                         |                  |                                                       |
| R.               | Nome                    | a                | Modalità                                              |
| P                | Filippo Marricchi       | Novara           | definitivo                                            |
| D                | Dario Del Fabro         | Kilmarnock       | prestito                                              |
| D                | Alessandro Vogliacco    | Pordenone        | definitivo                                            |
| D                | Claudio Zappa           | Sliema Wanderers | prestito                                              |
| C                | Riccardo Capellini      | Pistoiese        | prestito                                              |
| C                | Ferdinando Del Sole     | Juve Stabia      | prestito                                              |
| C                | Nicola Mosti            | Monza            | prestito con diritto di opzione e obbligo di riscatto |
| C                | Filippo Ranocchia       | Perugia          | risoluzione prestito                                  |
| C                | Roger Tamba M'Pinda     | Apollōn Limassol | definitivo                                            |
| A                | Mattia Bortolussi       | Novara           | definitivo                                            |
| A                | Mirco Lipari            | Empoli           | prestito                                              |
| A                | Leonardo Mancuso        | Empoli           | definitivo                                            |

### Sessione invernale(dal 2/01 al 31/01)
| Acquisti         | Acquisti            | Acquisti    | Acquisti               |
| R.               | Nome                | da          | Modalità               |
| ---------------- | ------------------- | ----------- | ---------------------- |
| D                | Wesley              | Verona      | definitivo             |
| A                | Matteo Brunori      | Pescara     | definitivo             |
| A                | Ettore Marchi       | Monza       | prestito               |
| A                | Alejandro Marqués   | Barcellona  | definitivo (8,2 mln €) |
| A                | Giacomo Vrioni      | Sampdoria   | definitivo             |
| Altre operazioni |                     |             |                        |
| R.               | Nome                | a           | Modalità               |
| D                | Alessandro Minelli  | Parma       | definitivo             |
| C                | Ferdinando Del Sole | Juve Stabia | fine prestito          |
| C                | Matheus Pereira     | Digione     | risoluzione prestito   |
| A                | Han Kwang-song      | Cagliari    | riscattato             |

| Cessioni         | Cessioni            | Cessioni        | Cessioni                         |
| R.               | Nome                | a               | Modalità                         |
| ---------------- | ------------------- | --------------- | -------------------------------- |
| C                | Luca Clemenza       | Pescara         | prestito                         |
| C                | Ransford Selasi     | Lugano          | prestito                         |
| A                | Stefano Beltrame    | CSKA Sofia      | definitivo                       |
| A                | Nikolai Frederiksen | Fortuna Sittard | prestito con diritto di opzione  |
| A                | Erik Gerbi          | Sampdoria       | prestito con obbligo di riscatto |
| A                | Han Kwang-song      | Lekhwiya        | definitivo                       |
| A                | Eric Lanini         | Parma           | definitivo                       |
| A                | Dany Mota           | Monza           | prestito con obbligo di riscatto |
| Altre operazioni |                     |                 |                                  |
| R.               | Nome                | a               | Modalità                         |
| D                | Rafael Bandeira     | Amiens          | prestito con diritto di opzione  |
| D                | Edoardo Masciangelo | Pescara         | riscattato                       |
| C                | Matheus Pereira     | Barcellona      | prestito con obbligo di riscatto |
| A                | Matteo Stoppa       | Sampdoria       | prestito con obbligo di riscatto |

## Risultati

### Serie C

#### Girone di andata
| Arbitro: | Feliciani (Teramo) |

|                           |           |  |
| González 57’ Collodel 64’ | Marcatori |  |

| Arbitro: | Santoro (Messina) |

|                 |           |                                                |
| Mota 51’, 90+1’ | Marcatori | 25’ Polidori 39’ Cesarini 90+4’ (rig.) Guberti |

| Arbitro: | Angelucci (Foligno) |

|           |           |                               |
| Foglia 4’ | Marcatori | 8’ Mota 45+2’ (rig.) Clemenza |

| Arbitro: | Moriconi (Roma) |

|                              |           |                            |
| Olivieri 45+1’ Alcibiade 85’ | Marcatori | 40’ E. Defendi 65’ Ghioldi |

| Arbitro: | Arena (Torre del Greco) |

|          |           |              |
| Mota 81’ | Marcatori | 73’ De Cenco |

| Arbitro: | De Tommaso (Rimini) |

|               |           |          |
| Giorgione 80’ | Marcatori | 54’ Mota |

| Arbitro: | Paterna (Teramo) |

|          |           |                                                |
| Mota 55’ | Marcatori | 8’ A. Brighenti 16’, 21’ Finotto 88’ E. Marchi |

| Arbitro: | Repace (Perugia) |

|  |           |                   |
|  | Marcatori | 68’ (rig.) Lanini |

| Arbitro: | Galipò (Firenze) |

|  |           |              |
|  | Marcatori | 28’ Beltrame |

| Arbitro: | Petrella (Viterbo) |

|                         |           |              |
| Olivieri 50’ Lanini 86’ | Marcatori | 8’ Galuppini |

| Arbitro: | Marotta (Sapri) |

|               |           |              |
| Capogna 90+4’ | Marcatori | 54’ Olivieri |

| Arbitro: | Arace (Lugo di Romagna) |

|            |           |  |
| Lanini 62’ | Marcatori |  |

| Arbitro: | Fiero (Pistoia) |

|                    |           |                 |
| Cortesi 89’ (rig.) | Marcatori | 78’ (rig.) Mota |

| Arbitro: | Cherchi (Carbonia) |

|  |           |                                    |
|  | Marcatori | 28’ Llamas 45+1’ (rig.) Stijepović |

| Arbitro: | Kumara (Verona) |

|               |           |                 |
| Chiarello 41’ | Marcatori | 62’ Zanimacchia |

| Arbitro: | Arace (Lugo di Romagna) |

|  |           |           |
|  | Marcatori | 42’ Bukva |

| Arbitro: | Zucchetti (Foligno) |

|           |           |          |
| Marano 9’ | Marcatori | 88’ Mulè |

| Arbitro: | Repace (Perugia) |

|                   |           |                                |
| Zanimacchia 90+2’ | Marcatori | 34’ (rig.), 55’, 62’ Infantino |

| Arbitro: | Moriconi (Roma) |

|            |           |              |
| Parigi 61’ | Marcatori | 27’ Clemenza |

#### Girone di ritorno
| Arbitro: | Pashuku (Albano Laziale) |

|                                  |           |                           |
| Olivieri 79’ Del Sole 90’ (rig.) | Marcatori | 48’ Collodel 65’ Gonzalez |

| Arbitro: | Monaldi (Macerata) |

|              |           |           |
| Da Silva 27’ | Marcatori | 86’ Touré |

| Arbitro: | Caldera (Como) |

|                 |           |  |
| Zanimacchia 59’ | Marcatori |  |

| Arbitro: | Bordin (Bassano del Grappa) |

|                                  |           |                            |
| Kolaj 11’ Colombo 52’ Palesi 71’ | Marcatori | 21’ Muratore 21’ E. Marchi |

| Pontedera 2 febbraio 2020, ore 17:30 CET 24ª giornata | Pontedera        | 0 – 0 referto | Juventus U23 | Stadio Ettore Mannucci (616 spett.)\| Arbitro: \| Collu[54] (Cagliari) \| |
| Arbitro:                                              | Collu (Cagliari) |               |              |                                                                           |

| Arbitro: | Arena (Torre del Greco) |

|              |           |              |
| Del Sole 75’ | Marcatori | 7’ Mondonico |

| Arbitro: | Carrione (Castellammare di Stabia) |

|             |           |                                  |
| Finotto 23’ | Marcatori | 74’ (rig.), 77’ (rig.) E. Marchi |

| Arbitro: | Feliciani (Teramo) |

|             |           |  |
| Brunori 14’ | Marcatori |  |

| Alessandria 28ª giornata | Juventus U23 | – N.D. | Pro Vercelli | Stadio Giuseppe Moccagatta |

| Meda 29ª giornata | Renate | – N.D. | Juventus U23 | Stadio Città di Meda |

| Alessandria 30ª giornata | Juventus U23 | – N.D. | Lecco | Stadio Giuseppe Moccagatta |

| Crema 31ª giornata | Pergolettese | – N.D. | Juventus U23 | Stadio Giuseppe Voltini |

| Alessandria 32ª giornata | Juventus U23 | – N.D. | Giana Erminio | Stadio Giuseppe Moccagatta |

| Pistoia 33ª giornata | Pistoiese | – N.D. | Juventus U23 | Stadio Marcello Melani |

| Alessandria 34ª giornata | Juventus U23 | – N.D. | Alessandria | Stadio Giuseppe Moccagatta |

| Gozzano 35ª giornata | Gozzano | – N.D. | Juventus U23 | Stadio Alfredo d'Albertas |

| Alessandria 36ª giornata | Juventus U23 | – N.D. | Como | Stadio Giuseppe Moccagatta |

| Carrara 37ª giornata | Carrarese | – N.D. | Juventus U23 | Stadio dei Marmi |

| Alessandria 38ª giornata | Juventus U23 | – N.D. | Olbia | Stadio Giuseppe Moccagatta |

#### Play-off
| Arbitro: | Zufferli (Udine) |

|                              |           |  |
| Zanimacchia 53’ Frabotta 67’ | Marcatori |  |

| Arbitro: | Feliciani (Teramo) |

|                           |           |                        |
| Valente 18’ Infantino 43’ | Marcatori | 75’ Vrioni 90’ Marqués |

### Coppa Italia Serie C

#### Fase a gironi
| Arbitro: | Emmanuele (Pisa) |

|                        |           |  |
| Beruatto 17’ Touré 21’ | Marcatori |  |

| Arbitro: | Catanoso (Reggio Calabria) |

|                      |           |                                 |
| Lanini 27’, 37’, 69’ | Marcatori | 10’ M. Marchi 54’, 88’ Scappini |

#### Fase a eliminazione diretta
| Arbitro: | Collu (Cagliari) |

|                |           |  |
| Han 38’ (rig.) | Marcatori |  |

| Arbitro: | Ricci (Firenze) |

|                                |           |  |
| Frederiksen 74’ Clemenza 90+3’ | Marcatori |  |

| Arbitro: | Ricci (Firenze) |

|             |           |                    |
| Cattaneo 7’ | Marcatori | 38’ Rafia 48’ Mota |

| Arbitro: | D’Ascanio (Ancona) |

|                  |           |  |
| Maiorno 12’, 25’ | Marcatori |  |

| Arbitro: | Marini (Trieste) |

|                                                      |           |  |
| E. Marchi 14’ Zanimacchia 59’ 115’ (rig.) Rafia 120’ | Marcatori |  |

| Arbitro: | Paterna (Teramo) |

|               |           |                              |
| Mammarella 6’ | Marcatori | 12’ (rig.) Brunori 45’ Rafia |

## Statistiche

### Statistiche di squadra
Statistiche aggiornate al 13 luglio 2020.
| Competizione         | Punti | In casa | In casa | In casa | In casa | In casa | In casa | In trasferta | In trasferta | In trasferta | In trasferta | In trasferta | In trasferta | Totale | Totale | Totale | Totale | Totale | Totale | D.R. |
| Competizione         | Punti | G       | V       | N       | P       | GF      | GS      | G            | V            | N            | P            | GF           | GS           | G      | V      | N      | P      | GF     | GS     | D.R. |
| -------------------- | ----- | ------- | ------- | ------- | ------- | ------- | ------- | ------------ | ------------ | ------------ | ------------ | ------------ | ------------ | ------ | ------ | ------ | ------ | ------ | ------ | ---- |
| Serie C              | 36    | 13      | 4       | 4       | 5       | 15      | 20      | 14           | 4            | 8            | 2            | 15           | 14           | 27     | 8      | 12     | 7      | 30     | 34     | -4   |
| Play-off             | -     | 1       | 1       | 0       | 0       | 2       | 0       | 1            | 0            | 1            | 0            | 2            | 2            | 2      | 1      | 1      | 0      | 4      | 2      | +2   |
| Coppa Italia Serie C | -     | 5       | 4       | 1       | 0       | 12      | 3       | 3            | 2            | 0            | 1            | 4            | 4            | 8      | 6      | 1      | 1      | 16     | 7      | +9   |
| Totale               | -     | 19      | 9       | 5       | 5       | 29      | 23      | 18           | 6            | 9            | 3            | 21           | 20           | 37     | 15     | 14     | 8      | 50     | 43     | +7   |

### Andamento in campionato
| Giornata  | 1  | 2  | 3  | 4  | 5  | 6  | 7  | 8  | 9  | 10 | 11 | 12 | 13 | 14 | 15 | 16 | 17 | 18 | 19 | 20 | 21 | 22 | 23 | 24 | 25 | 26 | 27 | 28 | 29 | 30 | 31 | 32 | 33 | 34 | 35 | 36 | 37 | 38 |
| --------- | -- | -- | -- | -- | -- | -- | -- | -- | -- | -- | -- | -- | -- | -- | -- | -- | -- | -- | -- | -- | -- | -- | -- | -- | -- | -- | -- | -- | -- | -- | -- | -- | -- | -- | -- | -- | -- | -- |
| Luogo     | T  | C  | T  | C  | C  | T  | C  | T  | T  | C  | T  | C  | T  | C  | T  | C  | T  | C  | T  | C  | T  | C  | T  | T  | C  | T  | C  | C  | T  | C  | T  | C  | T  | C  | T  | C  | T  | C  |
| Risultato | P  | P  | V  | N  | N  | N  | P  | V  | V  | V  | N  | V  | N  | P  | N  | P  | N  | P  | N  | N  | N  | V  | P  | N  | N  | V  | V  | -  | -  | -  | -  | -  | -  | -  | -  | -  | -  | -  |
| Posizione | 19 | 19 | 19 | 15 | 16 | 14 | 17 | 13 | 13 | 12 | 10 | 8  | 8  | 8  | 14 | 9  | 9  | 11 | 11 | 12 | 12 | 12 | 13 | 13 | 14 | 11 | 10 | -  | -  | -  | -  | -  | -  | -  | -  | -  | -  | -  |

Fonte:  Serie C girone A – Classifica, su lega-pro.com.
Legenda:

Luogo: C = Casa; T = Trasferta. Risultato: V = Vittoria; N = Pareggio; P = Sconfitta.

### Statistiche dei giocatori
| Giocatore      | Serie C  | Serie C | Serie C     | Serie C    | Coppa Italia Serie C | Coppa Italia Serie C | Coppa Italia Serie C | Coppa Italia Serie C | Play off Serie C | Play off Serie C | Play off Serie C | Play off Serie C | Totale   | Totale | Totale      | Totale     |
| Giocatore      | Presenze | Reti    | Ammonizioni | Espulsioni | Presenze             | Reti                 | Ammonizioni          | Espulsioni           | Presenze         | Reti             | Ammonizioni      | Espulsioni       | Presenze | Reti   | Ammonizioni | Espulsioni |
| -------------- | -------- | ------- | ----------- | ---------- | -------------------- | -------------------- | -------------------- | -------------------- | ---------------- | ---------------- | ---------------- | ---------------- | -------- | ------ | ----------- | ---------- |
| N. Ahamada     | 1        | 0       | 0           | 0          | 0                    | 0                    | 0                    | 0                    | 1                | 0                | 0                | 0                | 2        | 0      | 0           | 0          |
| R. Alcibiade   | 15       | 1       | 2           | 0          | 3                    | 0                    | 0                    | 0                    | 2                | 0                | 0                | 0                | 20       | 1      | 2           | 0          |
| S. Beltrame    | 12       | 1       | 1           | 0          | 2                    | 0                    | 0                    | 0                    | 0                | 0                | 0                | 0                | 14       | 1      | 1           | 0          |
| P. Beruatto    | 17       | 0       | 5           | 0          | 6                    | 1                    | 2                    | 0                    | 2                | 0                | 1                | 0                | 25       | 1      | 8           | 0          |
| M. Brunori     | 4        | 1       | 0           | 0          | 3                    | 1                    | 0                    | 0                    | 2                | 0                | 0                | 0                | 9        | 2      | 0           | 0          |
| L. Clemenza    | 19       | 2       | 1           | 1          | 4                    | 1                    | 1                    | 0                    | 0                | 0                | 0                | 0                | 23       | 3      | 2           | 1          |
| L. Coccolo     | 19       | 0       | 7           | 0          | 5                    | 0                    | 0                    | 0                    | 1                | 0                | 0                | 0                | 25       | 0      | 7           | 0          |
| D. Del Fabro   | 2        | 1       | 0           | 0          | 2                    | 0                    | 0                    | 0                    | 0                | 0                | 0                | 0                | 4        | 1      | 0           | 0          |
| F. Del Sole    | 6        | 2       | 0           | 0          | 3                    | 0                    | 0                    | 0                    | 0                | 0                | 0                | 0                | 9        | 2      | 0           | 0          |
| F. Delli Carri | 7        | 0       | 2           | 0          | 4                    | 0                    | 0                    | 0                    | 0                | 0                | 0                | 0                | 11       | 0      | 2           | 0          |
| A. Di Pardo    | 19       | 0       | 1           | 0          | 8                    | 0                    | 1                    | 0                    | 1                | 0                | 0                | 0                | 28       | 0      | 2           | 0          |
| R. Drăgușin    | 2        | 0       | 0           | 0          | 2                    | 0                    | 1                    | 0                    | 1                | 0                | 0                | 0                | 5        | 0      | 1           | 0          |
| N. Fagioli     | 5        | 0       | 0           | 1          | 4                    | 0                    | 2                    | 0                    | 1                | 0                | 0                | 1                | 10       | 0      | 2           | 2          |
| R. Fonseca     | 2        | 0       | 0           | 0          | 0                    | 0                    | 0                    | 0                    | 0                | 0                | 0                | 0                | 2        | 0      | 0           | 0          |
| G. Frabotta    | 18       | 0       | 3           | 1          | 6                    | 0                    | 1                    | 0                    | 2                | 1                | 1                | 0                | 26       | 1      | 5           | 1          |
| N. Frederiksen | 8        | 0       | 1           | 0          | 3                    | 1                    | 0                    | 0                    | 0                | 0                | 0                | 0                | 11       | 1      | 1           | 0          |
| E. Gerbi       | 3        | 0       | 0           | 0          | 2                    | 0                    | 0                    | 0                    | 0                | 0                | 0                | 0                | 5        | 0      | 0           | 0          |
| K. Han         | 17       | 0       | 1           | 0          | 3                    | 1                    | 1                    | 0                    | 0                | 0                | 0                | 0                | 20       | 1      | 2           | 0          |
| E. Lanini      | 17       | 3       | 0           | 0          | 2                    | 3                    | 0                    | 0                    | 0                | 0                | 0                | 0                | 19       | 6      | 0           | 0          |
| L. Loria       | 24       | -26     | 1           | 0          | 1                    | 0                    | 0                    | 0                    | 2                | -2               | 0                | 0                | 27       | -28    | 1           | 0          |
| E. Marchi      | 6        | 3       | 1           | 0          | 3                    | 1                    | 0                    | 0                    | 2                | 0                | 0                | 0                | 11       | 4      | 1           | 0          |
| S. Mavididi    | 0        | 0       | 0           | 0          | 2                    | 0                    | 1                    | 0                    | 0                | 0                | 0                | 0                | 2        | 0      | 1           | 0          |
| A. Marqués     | 1        | 0       | 0           | 0          | 1                    | 0                    | 0                    | 0                    | 2                | 1                | 0                | 0                | 4        | 1      | 0           | 0          |
| K. Monzialo    | 0        | 0       | 0           | 0          | 1                    | 0                    | 0                    | 0                    | 0                | 0                | 0                | 0                | 1        | 0      | 0           | 0          |
| D. Mota        | 20       | 7       | 2           | 0          | 4                    | 1                    | 0                    | 0                    | 0                | 0                | 0                | 0                | 24       | 8      | 2           | 0          |
| E. Mulè        | 13       | 1       | 1           | 0          | 1                    | 0                    | 0                    | 0                    | 0                | 0                | 0                | 0                | 14       | 1      | 1           | 0          |
| S. Muratore    | 15       | 1       | 6           | 0          | 3                    | 0                    | 0                    | 0                    | 0                | 0                | 0                | 0                | 18       | 1      | 6           | 0          |
| T. Nocchi      | 4        | -4      | 0           | 0          | 7                    | -7                   | 0                    | 0                    | 0                | 0                | 0                | 0                | 11       | -11    | 0           | 0          |
| M. Olivieri    | 22       | 4       | 5           | 0          | 5                    | 0                    | 2                    | 0                    | 0                | 0                | 0                | 0                | 27       | 4      | 7           | 0          |
| G. Parodi      | 0        | 0       | 0           | 0          | 0                    | 0                    | 0                    | 0                    | 0                | 0                | 0                | 0                | 0        | 0      | 0           | 0          |
| D. Peeters     | 16       | 0       | 1           | 0          | 4                    | 0                    | 1                    | 0                    | 2                | 0                | 0                | 1                | 22       | 0      | 2           | 1          |
| M. Portanova   | 21       | 0       | 3           | 0          | 4                    | 0                    | 2                    | 0                    | 2                | 0                | 0                | 0                | 27       | 0      | 5           | 0          |
| H. Rafia       | 20       | 0       | 1           | 1          | 7                    | 3                    | 1                    | 0                    | 2                | 0                | 0                | 0                | 29       | 3      | 2           | 1          |
| F. Ranocchia   | 1        | 0       | 0           | 0          | 0                    | 0                    | 0                    | 0                    | 0                | 0                | 0                | 0                | 1        | 0      | 0           | 0          |
| L. Rosa        | 17       | 0       | 1           | 0          | 4                    | 0                    | 1                    | 0                    | 0                | 0                | 0                | 0                | 21       | 0      | 2           | 0          |
| R. Selasi      | 3        | 0       | 0           | 0          | 1                    | 0                    | 0                    | 0                    | 0                | 0                | 0                | 0                | 4        | 0      | 0           | 0          |
| A. Siano       | 0        | 0       | 0           | 0          | 0                    | 0                    | 0                    | 0                    | 0                | 0                | 0                | 0                | 0        | 0      | 0           | 0          |
| I. Touré       | 25       | 1       | 2           | 0          | 7                    | 1                    | 1                    | 0                    | 2                | 0                | 1                | 0                | 34       | 2      | 4           | 0          |
| G. Vrioni      | 2        | 0       | 0           | 0          | 0                    | 0                    | 0                    | 0                    | 1                | 1                | 0                | 0                | 3        | 1      | 0           | 0          |
| Wesley         | 3        | 0       | 0           | 0          | 1                    | 0                    | 0                    | 0                    | 2                | 0                | 0                | 0                | 6        | 0      | 0           | 0          |
| G. Zanandrea   | 0        | 0       | 0           | 0          | 0                    | 0                    | 0                    | 0                    | 0                | 0                | 0                | 0                | 0        | 0      | 0           | 0          |
| L. Zanimacchia | 23       | 3       | 1           | 0          | 8                    | 2                    | 0                    | 0                    | 2                | 1                | 0                | 0                | 33       | 6      | 1           | 0          |
| C. Zappa       | 0        | 0       | 0           | 0          | 1                    | 0                    | 0                    | 0                    | 0                | 0                | 0                | 0                | 1        | 0      | 0           | 0          |